# Anthostema aubryanum
Anthostema aubryanum är en törelväxtart som beskrevs av Henri Ernest Baillon. Anthostema aubryanum ingår i släktet Anthostema och familjen törelväxter. Inga underarter finns listade i Catalogue of Life.